# Carmela Hartnett
Carmela Hartnett es una deportista australiana que compitió en taekwondo. Ganó tres medallas en el Campeonato Asiático de Taekwondo entre los años 1986 y 1996.

## Palmarés internacional
| Campeonato Asiático | Campeonato Asiático   | Campeonato Asiático | Campeonato Asiático |
| Año                 | Lugar                 | Medalla             | Categoría           |
| ------------------- | --------------------- | ------------------- | ------------------- |
| 1986                | Darwin (Australia)    | Medalla de bronce   | –55 kg              |
| 1988                | Katmandú ()           | Medalla de plata    | –51 kg              |
| 1996                | Melbourne (Australia) | Medalla de bronce   | –51 kg              |